# Ebenová karavana
Ebenová karavana je dobrodružný román pro mládež českého spisovatele Mirko Paška z roku 1959, líčící osud černých obyvatel několika somálských vesnic, které zajme arabský otrokář, aby je prodal do otroctví.

## Obsah románu
Děj románu se odehrává na sklonku 19. století na území Francouzského Somálska poblíž úžiny Bab-el-Mándeb (což znamená Brána smutku), která odděluje Rudé moře od Adenského zálivu. Cestu přes úžinu v té době využívali otrokáři z Arábie, kteří zajaté černochy ze svých nájezdů prodávali jako otroky na orientálních trzích.
Stejný osud má potkat i obyvatele dvou somálských vesnic, které přepadli lidé otrokáře Šejcha Mansúra. Mezi nešťastníky, se kterými otrokáři zacházejí jako se stádem dobytka, je i Šabba, která si do jedné z přepadených vesnic šla vyprosit u tamějšího kouzelníka šťastný osud pro své ještě nenarozené dítě. U zajatých černochů se projevuje jejich mírumilovná povaha, která je příčinou, že se chovají trpně a nemají ani pomyšlení na odpor.
Když Šabbin muž Šahin zjistí, že je jeho žena unesena, rozhodne se ji společně se Šabbinýn bratrem Ammárem a mladíkem Merzukem osvobodit. Všichni tři sledují z povzdálí vysilující pochod karavany otroků pouští k mořskému pobřeží, při kterém několik otroků dokonce zahyne.
Protože se Šahinovi a jeho druhům nepodaří Šabbu během pochodu osvobodit, je Šabba poté, co karavana dorazí na pobřeží, nahnána s ostatními na Mansúrovu loď. Ta se však dostane během plavby do bouře a je vržena zpět na místo, odkud vyplula. Mnoho otroků z vraku uprchne, ale Šabba s ostatními ženami mezi nimi není. Šahinovi a Ammárovi se podaří černochy přesvědčit, aby obsadili pobřežní studny s vodou a pokusili se osvobodit své ženy.
Otrokáři obsadí protější návrší a doufají, že připluje další Mansúrova loď. Voda jim ale dochází a Mansúr se bojí na černochy zaútočit, protože se obává jejich přesily. Zjistí však, že Šabba je Šahinova žena a pošle jí za ním s poselstvím, aby přišel na schůzku, kde budou spolu vyjednávat. Když Šahin přijde, Mansúr jej nechá zastřelit v domnění, že černoši utečou. Ti se však, přesvědčování Ammánem, Merzukem a Šabbou nakonec vzchopí a na Mansúra zaútočí. Díky své přesile pobijí jeho muže a Ammár Mansúra probodne nožem. Pak se všichni vrátí se do svých vesnic a Šabba brzy zemře při porodu syna Músy.
Po dvou a půl letech se objeví nový otrokář, všechny obyvatele vesnic zajme a odvede je do otroctví, protože se černoši stále neumí bránit. Zachrání se pouze Merzuk, kterému se podaří prchnout i s Músou. Tři roky stráví v jedené zapadlé vsi kdesi v horách a pak se vydají dále na sever a usadí se ve vesnici Mattara v Horním Egyptě. Když je Músovi třináct let, Merzuk zemře a Músy se ujmou vesničané. Když Músa dospěje, odejde do Káhiry, živí se pletením rohoží a tkaním koberců, má syna Dźúsifa a vnučku pojmenovanou po prababičce Šabba a umírá ve věku třiceti pěti let na tuberkulózu. V závěru knihy autor naznačuje, že si příběh úplně nevymyslel, protože se Dźúsifem a s jeho dcerkou osobně setkal.